# Liste der Baudenkmäler in Thanstein
Auf dieser Seite sind die Baudenkmäler in der Oberpfälzer Gemeinde Thanstein zusammengestellt. Diese Tabelle ist eine Teilliste der Liste der Baudenkmäler in Bayern. Grundlage ist die Bayerische Denkmalliste, die auf Basis des Bayerischen Denkmalschutzgesetzes vom 1. Oktober 1973 erstmals erstellt wurde und seither durch das Bayerische Landesamt für Denkmalpflege geführt wird. Die folgenden Angaben ersetzen nicht die rechtsverbindliche Auskunft der Denkmalschutzbehörde.

## Baudenkmäler nach Gemeindeteilen

### Thanstein
| Lage                                 | Objekt                                       | Beschreibung | Akten-Nr.    | Bild           |
| ------------------------------------ | -------------------------------------------- | --- | ------------ | -------------- |
| Dorfplatz 8 (Standort)               | Zugehöriger ehemaliger Schlossstadel         | Granitsteinbau mit Halbwalmdach, um 1900; seitlich Tormauer mit Einfahrt zum Schloss. | D-3-76-172-3 | weitere Bilder |
| Kirchplatz 1 (Standort)              | Katholische Pfarrkirche St. Johannes Baptist | Mitte 16. Jahrhundert, später erweitert, Westturm 1880/83, im Eingang Grabplatten aus dem 16. Jahrhundert; mit Ausstattung. | D-3-76-172-6 | weitere Bilder |
| Kirchplatz 2 (Standort)              | Pfarrhof                                     | Satteldachbau mit Putzgliederung über Steinkellergeschoss, um 1890. | D-3-76-172-2 | weitere Bilder |
| Schloss Thanstein 1 (Standort)       | Ehemaliges Schloss, zeitweise Forsthaus      | Halbwalmdachbau, im Kern 17./18. Jahrhundert, Remisen- und Lagergebäude mit Felsenkellern der ehemaligen Schlossbrauerei, um 1820. | D-3-76-172-1 | weitere Bilder |
| Schloßberg 2 (Standort)              | Ehemaliges Wohnstallhaus                     | Halbwalmdachbau, Anfang 19. Jahrhundert. | D-3-76-172-5 | weitere Bilder |
| Schloßberg, Schloßberg 10 (Standort) | Burg                                         | Anlage des frühen 14. Jahrhunderts, Bergfried und Mauerreste; Gewölbekeller; Kasparhäusl, möglicherweise Torhaus; Fundamentmauern des äußeren Berings bei den Anwesen Nr. 35, 36, 37, 38, und unter der Gemeindestraße westlich von Haus Nr. 38. | D-3-76-172-4 | weitere Bilder |

### Berg
| Lage                  | Objekt                       | Beschreibung                                                                                           | Akten-Nr.    | Bild |
| --------------------- | ---------------------------- | --- | ------------ | ---- |
| Haus Nr. 6 (Standort) | Zugehöriges Backofenhäuschen | Wohl erste Hälfte 19. Jahrhundert. Nicht nachqualifiziert, im Bayerischen Denkmalatlas nicht kartiert. | D-3-76-172-8 | BW   |

### Dautersdorf
| Lage                                                                  | Objekt                               | Beschreibung | Akten-Nr.     | Bild           |
| --------------------------------------------------------------------- | ------------------------------------ | --- | ------------- | -------------- |
| Dautersdorf 12 (Standort)                                             | Katholische Filialkirche St. Ägidius | Romanische Anlage mit gotischem Ostchor, im 17. Jahrhundert verändert, nach 1810 erneuert, Westturm um 1856; mit Ausstattung. | D-3-76-172-9  | weitere Bilder |
| Schönbuchen 1, westlich von Dautersdorf beim Kalvarienberg (Standort) | Sogenannte Schönbuchen-Kapelle       | 18./19. Jahrhundert. | D-3-76-172-10 | weitere Bilder |

### Hebersdorf
| Lage                    | Objekt                   | Beschreibung                                          | Akten-Nr.     | Bild |
| ----------------------- | ------------------------ | ----------------------------------------------------- | ------------- | ---- |
| Hebersdorf 8 (Standort) | Ehemaliges Wohnstallhaus | Erdgeschossiger Halbwalmdachbau, 17./18. Jahrhundert. | D-3-76-172-12 | BW   |

### Kulz
| Lage                     | Objekt                                   | Beschreibung                                                                             | Akten-Nr.     | Bild           |
| ------------------------ | ---------------------------------------- | ---------------------------------------------------------------------------------------- | ------------- | -------------- |
| Bei alter Haus-Nr. 39 () | Steinfigur heiliger Johannes von Nepomuk | Bezeichnet mit 1769. Nicht nachqualifiziert, im Bayerischen Denkmalatlas nicht kartiert. | D-3-76-172-13 |                |
| Klägerwiesen (Standort)  | Ehemalige Ziegelei                       | Kamin und Mauerreste, um 1900.                                                           | D-3-76-172-16 | BW             |
| Kirchstraße 5 (Standort) | Katholische Pfarrkirche St. Joseph       | Zweite Hälfte 19. Jahrhundert, neugotisch; mit Ausstattung.                              | D-3-76-172-15 | weitere Bilder |

## Ehemalige Baudenkmäler
Folgendes Objekte sind nun Bodendenkmäler:

| Lage                                                                                  | Objekt                   | Beschreibung                                                                                                | Akten-Nr.     | Bild                 |
| ------------------------------------------------------------------------------------- | ------------------------ | --- | ------------- | -------------------- |
| Dautersdorf Alter Thanstein – Vogelloch, nördlich oberhalb von Dautersdorf (Standort) | Burgstall Altenthanstein | Anlage des 13. Jahrhunderts.                                                                                | D-3-76-172-11 | weitere Bilder       |
| Haindlhof Bügelfeld, an der Ostmarkstraße B22 (Standort)                              | Bügelfeld                | Erdstall, wohl mittelalterlich, zugänglich.                                                                 | D-3-76-172-7  | BW                   |
| Kulz Neunburger Straße 1 (alte Haus-Nr. 46) (Standort)                                | Ehemaliges Schulhaus     | Walmdachbau mit Putzbänderung und Granitgewänden, 18. Jahrhundert, gotischer Dachstuhl in Wiederverwendung. | D-3-76-172-14 | Ehemaliges Schulhaus |